# Bob Bergen
Robert Bergen, detto Bob (St. Louis, 8 marzo 1964), è un doppiatore statunitense.

## Biografia
Bergen ha doppiato Porky Pig in Tiny Toon Adventures, Space Jam, Looney Tunes: Back in Action, e nella trasmissione televisiva Duck Dodgers, e ha diretto Jep!, una versione dello spettacolo a giochi Jeopardy! per bambini.
Bob Bergen ha prestato la sua voce a Lupin III per il doppiaggio della Streamline Pictures negli anni ottanta e novanta. Ha interpretato No-Face nel film La città incantata, vincitore di un Emmy Award nel 2001.
Attualmente è uno dei presentatori di Disney Channel.
Nel campo dei videogiochi, Bergen ha doppiato Luke Skywalker in molti prodotti di Guerre stellari, come Star Wars: Jedi Knight II: Jedi Outcast e Star Wars: Jedi Knight: Jedi Academy, così come ha interpretato Wembelley di Fraggle Rock.

## Doppiaggio

### Cinema
- Marvin il Marziano, Porky Pig, Titti, Bertie, Herbie in Space Jam
- Porky Pig in Looney Tunes: Back in Action
- Cometa in Che fine ha fatto Santa Clause?
- Titti in Space Jam: New Legends

### Animazione
- Masaru, Kaisuke, Mitsuru Kuwata, Harukiya bartender in Akira
- Dr. Ayerton in Nadia: Il segreto dell'acqua blu (doppiaggio originale)
- Lupin III/The Wolf in Lupin III, Lupin III - Il castello di Cagliostro (versione MGM), Lupin III - La pietra della saggezza
- Hiro Takagi in Lily C.A.T.
- Shogo Yahagi in Megazone 23
- Kai in Crimson Wolf
- Slade/Teknoman in Tekkaman Blade
- No-Face ne La città incantata

### Videogiochi
- Luke Skywalker in  Star wars: Battlefront II, Star Wars Jedi Knight II: Jedi Outcast, Star Wars Jedi Knight: Jedi Academy, Star Wars: Rogue Squadron, Star Wars: X-Wing Alliance, Star Wars: Rogue Squadron II: Rogue Leader, Star Wars: Rebellion, Star Wars Rogue Squadron III: Rebel Strike